# Nina Lemeš
Nina Petrivna Lemeš (in ucraino Ніна Петрівна Лемеш?; Černigov, 31 maggio 1973) è un'ex biatleta ucraina.

## Biografia
Nata a Novoselivka di Černigov, in Coppa del Mondo ottenne il primo risultato di rilievo 8 dicembre 1994 a Bad Gastein (19ª) e la prima vittoria, nonché primo podio, il 9 marzo 1997 a Nagano.
In carriera prese parte a tre edizioni dei Giochi olimpici invernali, Nagano 1998 (21ª nella sprint), Salt Lake City 2002 (47ª nella sprint, 10ª nella staffetta) e Torino 2006 (50ª nella sprint, 41ª nell'inseguimento, 11ª nella staffetta), e a dieci dei Campionati mondiali, vincendo tre medaglie.

## Palmarès

### Mondiali
- 3 medaglie:
  - 1 argento (gara a squadre[2] a Ruhpolding 1996)
  - 2 bronzi (staffetta[2] a Oslo/Lahti 2000; staffetta[2] a Pokljuka 2001)

### Coppa del Mondo
- Miglior piazzamento in classifica generale: 17ª nel 1999
- 9 podi (1 individuale, 8 a squadre[1]), oltre a quelli ottenuti in sede iridata e validi anche ai fini della Coppa del Mondo:
  - 3 vittorie (1 individuale, 2 a squadre)
  - 6 terzi posti (a squadre)

#### Coppa del Mondo - vittorie
| Data            | Località   | Nazione  | Spec.                                                                |
| --------------- | ---------- | -------- | -------------------------------------------------------------------- |
| 9 marzo 1997    | Nagano     | Giappone | RL (con Olena Petrova, Valentyna Cerbe-Nesina e Tetjana Vodopjanova) |
| 17 gennaio 1998 | Anterselva | Italia   | SP                                                                   |
| 15 gennaio 1999 | Ruhpolding | Germania | RL (con Alena Zubrylava, Olena Petrova e Tetjana Vodopjanova)        |

Legenda:

SP = sprint

RL = staffetta